# La Côte Picarde 1996
La Côte Picarde 1996, quinta edizione della corsa e valida come evento del circuito UCI categoria 1.4, fu disputata il 23 aprile 1996 su un percorso di 197 km. Fu vinta dal francese Philippe Gaumont al traguardo con il tempo di 4h44'18", alla media di 41,57 km/h.

## Ordine d'arrivo (Top 10)
| Pos. | Corridore             | Squadra          | Tempo    |
| ---- | --------------------- | ---------------- | -------- |
| 1    | Philippe Gaumont      | GAN              | 4h44'18" |
| 2    | Francis Moreau        | GAN              | s.t.     |
| 3    | Christophe Leroscouet |                  | a 4'01"  |
| 4    | Oleg Kozlitine        | Lotto-Isoglass   | a 4'05"  |
| 5    | Volodymyr Pulnikov    | TVM              | s.t.     |
| 6    | Gérard Rué            | GAN              | a 4'21"  |
| 7    | Gilles Talmant        | Aubervilliers 93 | a 4'29"  |
| 8    | Sébastien Medan       | Collstrop        | a 4'50"  |
| 9    | Pascal Chanteur       | Casino           | s.t.     |
| 10   | Peter Verbeken        | Lotto-Isoglass   | a 5'05"  |